# Nasiba Abdullaeva
Nasiba Abdullaeva je uzbecká popová zpěvačka, lidový umělec Uzbekistánu (1993). Vystupovala s písněmi v uzbeckém, perském, ázerbájdžánském, arabském, tádžickém, ruském a dalších jazycích.

## Životopis
Nasiba Abdullaeva se narodila 15. listopadu 1961 v Samarkandu v rodině dělníků. Její otec se jmenoval Melik Yarmukhamedov a matka Khalchuchuk Halimakulova. Byla nejmladším dítětem ze sedmi. Jako dítě studovala hudební školu, kde se učila hrát na akordeon. Po neúspěšném pokusu o vstup na Ústav architektury a stavitelství pracovala jako učitelka hudby na škole.
V roce 1980 byla Nasiba pozvána jako sólistka do nově organizovaného vokálně-instrumentálního souboru Samarkand. Ve stejném roce byla vydána dvě alba s jejími písněmi – Bari Gal a Samarkand. Po promoci v roce 1989 na Uzbekistánském státním institutu umění a kultury odchází pracovat do Uzbecké státní filharmonie.
V roce 1990 vydal její první sólo album Ayriliq (Separation). Po rozvodu s manželem v roce 2000 opouští na dva roky jeviště.
V roce 2002 se vrátila na scénu. Od roku 2004 vyučuje kurz na Státní konzervatoři na Katedře múzických umění.

## Ocenění
- Ctěný umělec Uzbecké SSR (1987)
- Lidový umělec Uzbekistánu (1993)[3]
- Řád Mehnat Shuhrati (1999)[4]
- Řád Fidokorona xizmatlari uchun (2018)[5]

## Diskografie
- 1980 – Bari gal
- 1980 – Samarkand
- 1990 – Ayriliq
- 2000 – Sog'inch
- 2002 – Umr bahori
- 2006 – Eslanar
- 2014 – Baxt oʻzi nimadur?